# تاج (مجموعه تلویزیونی)
تاج (به انگلیسی: The Crown) یک مجموعهٔ تلویزیونی درام ۶۰ قسمتی است که توسط پیتر مورگان ساخته و نوشته شده‌ است. این مجموعه توسط دو شرکت لفت بانک پیکچرز و سونی پیکچرز تله‌ویژن برای شبکه نتفلیکس تهیه گردیده‌ است. این مجموعه سریال، داستان سلطنت ملکه الیزابت دوم بریتانیا را به‌تصویر می‌کشد. فصل اول این مجموعه، شامل ۱۰ قسمت یک ساعته است که در تاریخ ۴ نوامبر ۲۰۱۶ منتشر شد. پس از استقبال زیاد تماشاگران از این سریال و همچنین مورد ستایش قرارگرفتن از سوی منتقدان، فصل دوم آن نیز سفارش داده شد و در دسامبر ۲۰۱۷ به نمایش درآمد.
فصل اول از ازدواج ملکه الیزابت با پرنس فیلیپ در ۱۹۴۷ تا جدایی خواهر ملکه، شاهدخت مارگارت با پیتر تاونسند در سال ۱۹۵۵ را پوشش می‌دهد. فصل دوم از دورهٔ بحران سوئز در ۱۹۵۶ تا بازنشستگی نخست‌وزیر هارولد مک‌میلان در ۱۹۶۳ و تولد شاهزاده ادوارد در ۱۹۶۴ است. فصل سوم از ۱۹۶۴ تا ۱۹۷۷ می‌باشد که شامل دو دورهٔ نخست‌وزیری هارولد ویلسون و معرفی کامیلا شاند است. فصل چهارم از ۱۹۷۹ تا ۱۹۹۰ را پوشش می‌دهد که شامل دوره ده سالهٔ نخست‌وزیری مارگارت تاچر و ازدواج شاهزاده چارلز با دایانا اسپنسر است. فصل پنجم از ۱۹۹۱ تا ۱۹۹۷ است و دورهٔ نخست‌وزیری جان میجور و شکست ازدواج چارلز و دایانا را پوشش می‌دهد. فصل ششم و پایانی نیز دورهٔ سلطنت ملکه تا قرن ۲۱ را نشان می‌دهد.
در هر دو فصل، هنرپیشه‌های جدید برای نشان دادن روند سنی شخصیت‌ها، نقش هارا پوشش می‌دهند.
الیور دودن وزیر فرهنگ بریتانیا در سخنانی خواستار آن شد که در ابتدای هر قسمت از مجموعه تلویزیونی «تاج» بیان شود که مخاطب، داستانی خیالی را تماشا می‌کند. وی مقصود از این کار را آگاهی‌رسانی به مخاطبان جوانی می‌داند که در زمان این رویدادهای تاریخی زندگی نکرده‌اند و ممکن است داستان را با واقعیت اشتباه بگیرند. پیش از این اِرل اسپنسر، برادر شاهزاده دایانا نیز درخواستی مشابه کرده بود. در پاسخ به درخواست وزیر فرهنگ بریتانیا، سخنگوی نتفلیکس با بیان این که «تاج» را به عنوان یک درام پیشکش تماشاگران می‌کنیم و مخاطبان هم می‌دانند که این کار غیرواقعی و اقتباسی آزاد از رویدادهای تاریخی است، نتفلیکس هیچ قصدی برای درج تذکر ندارد. این سریال در جشنواره جوایز امی در سال ۲۰۲۴ به عنوان بهترین سریال کمدی کاندید شد.

## داستان
سریال «تاج» روایتی دراماتیک از زندگی ملکه الیزابت دوم است که از ازدواج او با شاهزاده فیلیپ در سال 1947 آغاز می‌شود و تا اوایل قرن بیست‌و‌یکم ادامه می‌یابد. این مجموعه در قالب شش فصل به تحولات تاریخی، سیاسی و خانوادگی دوران سلطنت او می‌پردازد:
- فصل اول (1947 تا 1955): به آغاز سلطنت الیزابت دوم پس از درگذشت پدرش، جورج ششم، می‌پردازد. استعفای وینستون چرچیل از نخست‌وزیری و تصمیم شاهزاده مارگارت برای چشم‌پوشی از ازدواج با پیتر تاونسند نیز از محورهای این فصل است.
- فصل دوم (1956 تا 1964): وقایع مهمی چون بحران سوئز، استعفای نخست‌وزیران آنتونی ایدن و هارولد مک‌میلان، رسوایی پرفیومو و تولد شاهزادگان اندرو و ادوارد را پوشش می‌دهد.
- فصل سوم (1964 تا 1977): دوران نخست‌وزیری هارولد ویلسون و ادوارد هیث، ورود کامیلا شند به داستان، و جشن یاقوتی (Silver Jubilee) سلطنت ملکه از اتفاقات برجسته این فصل هستند.
- فصل چهارم (1979 تا 1990): در این فصل، دوره نخست‌وزیری مارگارت تاچر و ازدواج شاهزاده چارلز با لیدی دایانا اسپنسر روایت می‌شود.
- فصل پنجم (1991 تا 1997): این فصل به رویدادهای پرتنش خانوادگی از جمله «جنگ ولزی‌ها» (بحران روابط چارلز و دایانا) و طلاق آنها می‌پردازد. همچنین ظهور خانواده الفاید و سال دشوار ملکه در 1992، معروف به «سال فاجعه‌بار» (annus horribilis)، بررسی می‌شود.
- فصل ششم (1997 تا 2005): آخرین فصل شامل دوران نخست‌وزیری تونی بلر است. چهار قسمت نخست به مرگ دایانا، شاهزاده ولز، اختصاص دارد. در شش قسمت پایانی نیز به مناسبت جشن طلایی سلطنت ملکه، درگذشت شاهزاده مارگارت و ملکه مادر، آغاز رابطه شاهزاده ویلیام و کیت میدلتون، و در نهایت ازدواج چارلز و کامیلا پارکر بولز پرداخته می‌شود.

## بازیگران

### نقش اصلی
- کلر فوی/ الیویا کلمن/ ایملدا استانتون در نقش ملکه الیزابت دوم.[۴]
- مت اسمیت/ توبیاس منزیس/ جاناتان پرایس در نقش شاهزاده فیلیپ، دوک ادینبرو، همسر ملکه الیزابت.[۴]
- ونسا کربی/ هلنا بونهام کارتر/ لسلی منویل در نقش شاهدخت مارگارت، خواهر کوچکتر ملکه الیزابت.[۴]
- آیلین اتکینز در نقش ملکه مری، مادربزرگ ملکه الیزابت.[۵]
- جرمی نورثام، در نقش آنتونی ایدن، وزیر امور خارجه.[۶]
- ویکتوریا همیلتون/ ماریون بیلی/ مارسیا وارن در نقش ملکه الیزابت، ملکهٔ مادر، مادر ملکه الیزابت دوم و همسر جرج ششم.[۴]
- بن مایلز/ تیموتی دالتون در نقش پیتر تاونسند، که میرآخورِ جرج ششم بود و امید به ازدواج با شاهدخت مارگارت را داشت.[۷]
- گرگ وایز/ چارلز دنس در نقش لوییس مونت‌بتن، ارل نخست مونت‌بتن بورما
- جارد هریس در نقش شاه جرج ششم، پدر الیزابت.[۴]
- جان لیسگو در نقش وینستون چرچیل، نخست‌وزیر.[۴]
- الکس جنینگز/ درک جیکوبی در نقش ادوارد، دوک ویندزور، برادر جرج ششم و عموی الیزابت دوم.
- لیا ویلیامز/ جرالدین چاپلین در نقش والیس، دوشس ویندزور، همسر ادوارد.
- آنتون لسر در نقش هارولد مک‌میلان، نخست‌وزیر
- متیو گود/ بن دنیلز در نقش آنتونی آرمسترانگ-جونز، ارل نخست اسنودون
- جیسون واتکینز در نقش هارولد ویلسون، نخست‌وزیر
- ارین دوهرتی/ کلادیا هاریسون در نقش شاهدخت ان
- جاش اوکانر/ دومینیک وست در نقش شاهزاده چارلز
- اما کورین/ الیزابت دبیکی در نقش دایانا، شاهدخت ولز
- جیلین اندرسون در نقش مارگارت تاچر، نخستین نخست‌وزیر زن بریتانیا
- استیون باکسر در نقش دنیس تاچر، همسر مارگارت تاچر
- امرالد فنل/ الیویا ویلیامز در نقش کامیلا پارکر بولز
- جانی لی میلر در نقش جان میجر، نخست‌وزیر
- برتی کارول در نقش تونی بلر، نخست‌وزیر
- سلیم ضو در نقش محمد الفاید، تاجر مصری
- خالد عبدالله در نقش دودی الفاید، تهیه‌کننده فیلم و پسر محمد الفاید
- اد مکوی در نقش شاهزاده ویلیام
- لوتر در نقش شاهزاده هری
- مگ بلمی در نقش کاترین میدلتون

## تولید

### توسعه
پیتر مورگان در سال ۲۰۰۶ فیلمنامه‌ای برای فیلم ملکه نوشت که در سال ۲۰۱۳ این فیلمنامه را گسترش و برای مجموعه‌ای به نام تاج آماده‌سازی کرد. استیون دالدری، فیلیپ مارتین، جولیان جارولد و بنیامین کارون از مدیران این مجموعه می‌باشند. فصل اول این سریال که شامل ۱۰ قسمت می‌باشد، این سریال را به گران‌ترین سریال درام ساخته شده توسط نت فلیکس تبدیل کرده‌است.

### فیلمبرداری
فیلمبرداری این مجموعه در آفریقای جنوبی و بریتانیا از جمله هتفیلد هویس و کارخانهٔ تاریخی کشتی‌سازی چتهم در کنت، انگلستان، برای قسمت سوم و چهارم صورت گرفته‌است.

## انتشار
در ابتدا دو قسمت از فصل اول در تاریخ ۱ نوامبر ۲۰۱۶ در انگلستان به نمایش درآمد. سپس در تاریخ ۴ نوامبر ۲۰۱۶ این مجموعه به صورت سراسری در جهان منتشر شد. فصل اول این مجموعه تلویزیونی در ۴ نوامبر ۲۰۱۶، فصل دوم ۸ دسامبر ۲۰۱۷، فصل سوم ۱۷ نوامبر ۲۰۱۹، فصل چهارم ۱۵ نوامبر ۲۰۲۰ و فصل پنجم ۹ نوامبر ۲۰۲۲ از نتفلیکس منتشر شد. فصل ششم و پایانی سریال در دو قسمت در تاریخ‌های ۱۶ نوامبر و ۱۴ دسامبر ۲۰۲۳ پخش شد.

### تمجید
سریال تاج بخاطر بازیگری، کارگردانی، فیلمنامه، صحنه آرایی و تهیه کنندگی مورد تمجید و تحسین منتقدان قرار گرفته‌است. هرچند نادرستی‌های تاریخی به ویژه در فصل‌های چهارم و پنجم سریال توسط بعضی مورد نقد قرار گرفته‌است. این سریال دارای شصت و سه نامزدی و برندگی بیست و یک مورد از آن در جوایز امی برای چهارفصل نخست ازجمله بهترین سریال درام است. همچنین دو بار برندهٔ بهترین سریال جوایز گلدن گلوب در مراسم ۷۴م و ۷۸م به همراه برندگی فوی، کلمن، کورین، اوکانر، اندرسون و دبیکی است. 

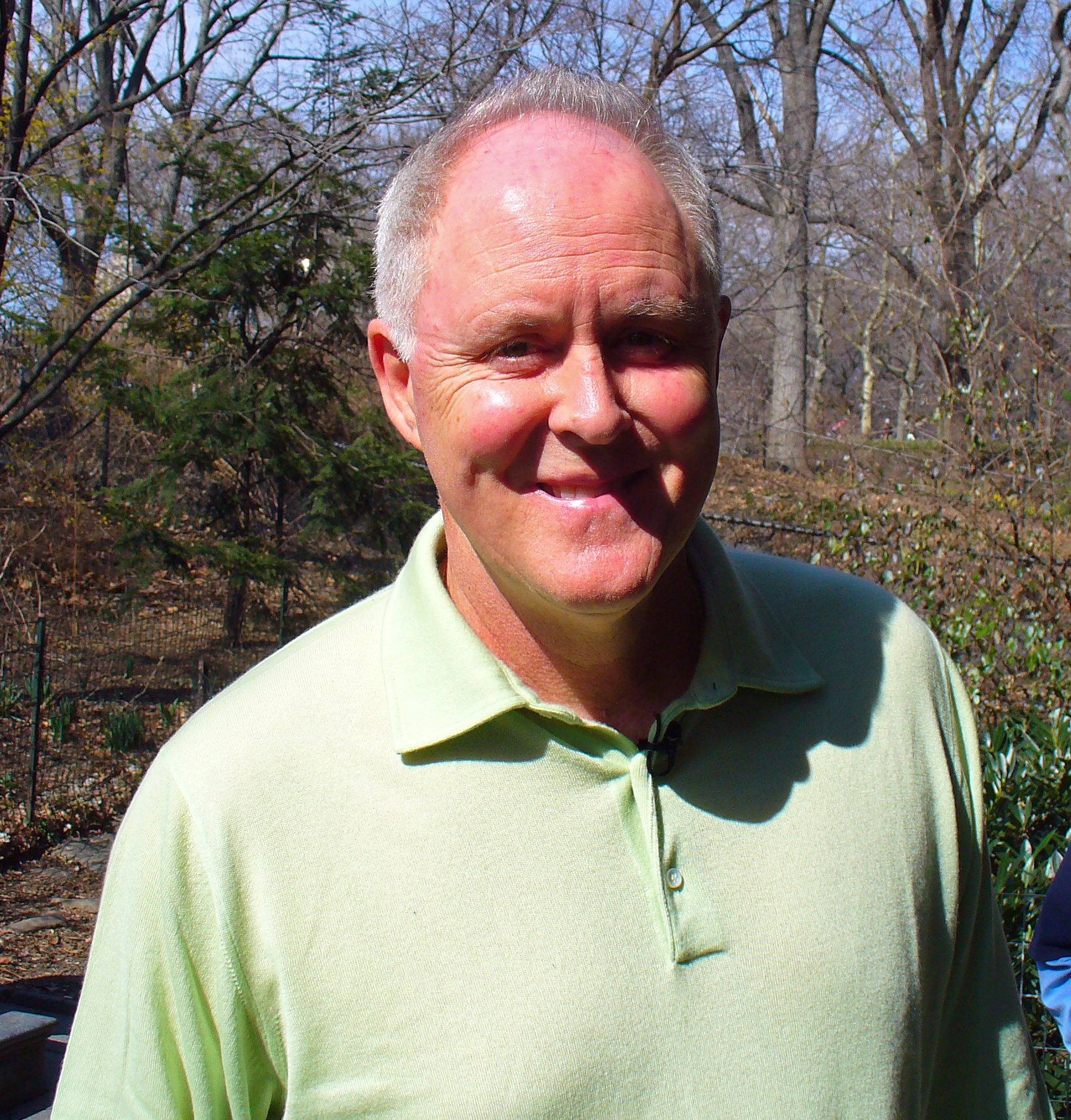
جان لیسگو نامزد دریافت ۳ جایزه از جمله: گلدن گلوب، انتخاب منتقدان و جایزه انجمن صنفی بازیگران.

| جایزه                                  | دسته‌بندی                                                             | گیرنده(ها)             | نتیجه    | Ref(s)        |
| -------------------------------------- | -------------------------------------------------------------------- | ---------------------- | -------- | ------------- |
| هفتمین جوایز انتخاب از دیدگاه منتقدان  | بهترین سریال درام                                                    | بهترین سریال درام      | نامزدشده | [ ۱۹ ]        |
| هفتمین جوایز انتخاب از دیدگاه منتقدان  | بهترین بازیگر نقش مکمل مرد در یک سریال درام                          | جان لیسگو              | برنده    | [ ۱۹ ]        |
| هفتمین جوایز انتخاب از دیدگاه منتقدان  | بهترین بازیگر مهمان در یک سریال درام                                 | جارد هریس              | نامزدشده | [ ۱۹ ]        |
| بیست و یکمین جشنواره ستلایت            | بهترین سریال درام                                                    | بهترین سریال درام      | برنده    | [ ۲۰ ]        |
| بیست و یکمین جشنواره ستلایت            | بهترین بازیگر نقش مکمل مرد در یک سریال، مینی سریال یا فیلم تلویزیونی | جارد هریس              | نامزدشده | [ ۲۰ ]        |
| جوایز مؤسسه فیلم آمریکا سال ۲۰۱۶       | جزو ۱۰ برنامه برتر سال                                               | جزو ۱۰ برنامه برتر سال | برنده    | [ ۲۱ ]        |
| جایزه موسیقی در رسانه هالیوود سال ۲۰۱۶ | بهترین عنوان                                                         | هانس زیمر              | نامزدشده | [ ۲۲ ] [ ۲۳ ] |
| جوایز امی ۲۰۱۷                         | بهترین سریال درام                                                    | پیتر مورگان            | نامزدشده |               |
| جوایز امی ۲۰۱۷                         | بهترین بازیگر نقش اول زن                                             | کلر فوی                | نامزدشده |               |
| جوایز امی ۲۰۱۷                         | بهترین بازیگر نقش مکمل مرد                                           | جان لیسگو              | برنده    |               |
| جوایز امی ۲۰۱۷                         | بهترین کارگردانی                                                     | استفان دلدری           | نامزدشده |               |
| جوایز امی ۲۰۱۷                         | بهترین فیلمنامه                                                      | پیتر مورگان            | نامزدشده |               |
| جوایز امی ۲۰۱۸                         | بهترین سریال درام                                                    | پیتر مورگان            | نامزدشده |               |
| جوایز امی ۲۰۱۸                         | بهترین بازیگر نقش اول زن                                             | کلر فوی                | برنده    |               |
| جوایز امی ۲۰۱۸                         | بهترین بازیگر نقش مکمل مرد                                           | مت اسمیت               | نامزدشده |               |
| جوایز امی ۲۰۱۸                         | بهترین بازیگر نقش مکمل زن                                            | ونسا کیربی             | نامزدشده |               |
| جوایز امی ۲۰۱۸                         | بهترین کارگردانی                                                     | استفان دلدری           | برنده    |               |
| جوایز امی ۲۰۱۸                         | بهترین فیلمنامه                                                      | پیتر مورگان            | نامزدشده |               |
| جوایز امی ۲۰۲۰                         | بهترین سریال درام                                                    | پیتر مورگان            | نامزدشده |               |
| جوایز امی ۲۰۲۰                         | بهترین بازیگر نقش اول زن                                             | اولیویا کلمن           | نامزدشده |               |
| جوایز امی ۲۰۲۰                         | بهترین بازیگر نقش مکمل زن                                            | هلنا بونهام کارتر      | نامزدشده |               |
| جوایز امی ۲۰۲۰                         | بهترین کارگردانی                                                     | بنجامین کارون          | نامزدشده |               |
| جوایز امی ۲۰۲۰                         | بهترین کارگردانی                                                     | جسیکا هابز             | نامزدشده |               |
| جوایز امی ۲۰۲۰                         | بهترین فیلمنامه                                                      | پیتر مورگان            | نامزدشده |               |
| جوایز امی ۲۰۲۱                         | بهترین سریال                                                         | پیتر مورگان            | برنده    |               |
| جوایز امی ۲۰۲۱                         | بهترین بازیگر نقش اول مرد                                            | جاش اوکانر             | برنده    |               |
| جوایز امی ۲۰۲۱                         | بهترین بازیگر نقش اول زن                                             | اولیویا کلمن           | برنده    |               |
| جوایز امی ۲۰۲۱                         | بهترین بازیگر نقش اول زن                                             | اما کورین              | نامزدشده |               |
| جوایز امی ۲۰۲۱                         | بهترین بازیگر نقش مکمل مرد                                           | توبیاس منزیس           | برنده    |               |
| جوایز امی ۲۰۲۱                         | بهترین بازیگر نقش مکمل زن                                            | گیلیان اندرسون         | برنده    |               |
| جوایز امی ۲۰۲۱                         | بهترین بازیگر نقش مکمل زن                                            | هلنا بونهام کارتر      | نامزدشده |               |
| جوایز امی ۲۰۲۱                         | بهترین بازیگر نقش مکمل زن                                            | امرالد فنل             | نامزدشده |               |
| جوایز امی ۲۰۲۱                         | بهترین کارگردانی                                                     | بنجامین کارون          | نامزدشده |               |
| جوایز امی ۲۰۲۱                         | بهترین کارگردانی                                                     | جسیکا هابز             | برنده    |               |
| جوایز امی ۲۰۲۱                         | بهترین فیلمنامه                                                      | پیتر مورگان            | برنده    |               |
| جوایز گلدن گلوب ۲۰۱۷                   | بهترین سریال                                                         | تاج                    | نامزدشده |               |
| جوایز گلدن گلوب ۲۰۱۷                   | بهترین بازیگر زن درام                                                | کلر فوی                | برنده    |               |
| جوایز گلدن گلوب ۲۰۱۷                   | بهترین بازیگر مکمل مرد                                               | جان لیسگو              | نامزدشده |               |
| جوایز گلدن گلوب ۲۰۱۸                   | بهترین سریال                                                         | تاج                    | نامزدشده |               |
| جوایز گلدن گلوب ۲۰۱۸                   | بهترین بازیگر زن درام                                                | کلر فوی                | نامزدشده |               |
| جوایز گلدن گلوب ۲۰۲۰                   | بهترین سریال                                                         | تاج                    | نامزدشده |               |
| جوایز گلدن گلوب ۲۰۲۰                   | بهترین بازیگر مرد درام                                               | توبیاس منزیس           | نامزدشده |               |
| جوایز گلدن گلوب ۲۰۲۰                   | بهترین بازیگر زن درام                                                | اولیویا کلمن           | برنده    |               |
| جوایز گلدن گلوب ۲۰۲۰                   | بهترین بازیگر مکمل زن                                                | هلنا بونهام کارتر      | نامزدشده |               |
| جوایز گلدن گلوب ۲۰۲۱                   | بهترین سریال                                                         | تاج                    | برنده    |               |
| جوایز گلدن گلوب ۲۰۲۱                   | بهترین بازیگر مرد درام                                               | جاش اوکانر             | برنده    |               |
| جوایز گلدن گلوب ۲۰۲۱                   | بهترین بازیگر زن درام                                                | اولیویا کلمن           | نامزدشده |               |
| جوایز گلدن گلوب ۲۰۲۱                   | بهترین بازیگر زن درام                                                | اما کورین              | برنده    |               |
| جوایز گلدن گلوب ۲۰۲۱                   | بهترین بازیگر مکمل زن                                                | گیلیان اندرسون         | برنده    |               |
| جوایز گلدن گلوب ۲۰۲۱                   | بهترین بازیگر مکمل زن                                                | هلنا بونهام کارتر      | نامزدشده |               |
| گلدن گلوب ۲۰۲۳                         | بهترین سریال                                                         | تاج                    | نامزدشده |               |
| گلدن گلوب ۲۰۲۳                         | بهترین بازیگر زن درام                                                | ایملدا استنتون         | نامزدشده |               |
| گلدن گلوب ۲۰۲۳                         | بهترین بازیگر مکمل مرد                                               | جاناتان پرایس          | نامزدشده |               |
| گلدن گلوب ۲۰۲۳                         | بهترین بازیگر مکمل زن                                                | الیزابت دبیکی          | نامزدشده |               |